# 马克·沃辛顿
马克·沃辛顿（英語：Mark Worthington，1983年6月8日—），澳大利亚前职业篮球运动员，曾在国家篮球联盟（NBL）效力11个赛季。2013年入选悉尼国王25周年最佳阵容。他还代表澳大利亚参加了2008年夏季奥运会和2012年夏季奥运会男子篮球比赛。